# س. بي. بورنس
س. بي. بورنس (بالإنجليزية: C. B. Burns)‏ هو لاعب كرة قاعدة أمريكي، ولد في 15 مايو 1879 في Bayview, Baltimore ‏ في الولايات المتحدة، وتوفي في 6 يونيو 1968 في هافر دي غريس في الولايات المتحدة.

## وصلات خارجية
- س. بي. بورنس على موقعبيزبول رفرنس.كوم (الدوري الرئيسي) (الإنجليزية)